# Hørby Kirke (Frederikshavn Kommune)
 For alternative betydninger, se Hørby Kirke. (Se også artikler, som begynder med Hørby Kirke)
Hørby Kirke i Hørby Sogn, i det tidligere Dronninglund Herred, Hjørring Amt, nu Frederikshavn Kommune i Vendsyssel, ligger ca. 13 km sydvest for Frederikshavn.
Kor og skib er opført i romansk tid af granitkvadre over karnissokkel. Begge de retkantede døre er bevaret, syddøren tilmuret, norddøren i brug.
I sengotisk tid blev skibet forlænget mod vest i munkesten og genanvendte kvadre. I 1884 blev store dele af murværket omsat, en blændingsdekoration i østgavlen stammer muligvis fra denne omsætning.
Våbenhuset er fra anden halvdel af 1800-tallet. Kirke har tidligere haft et tårn, som af ukendte årsager er blevet nedrevet.
Kirken hørte i sin tid ind under hovedgården Hørbylund, som i en kort tid var ejet af søhelten Niels Juel.
Kor og skib har fladt bjælkeloft. Den runde korbue er bevaret med profilerede kragsten og sokkelsten.
Vestforlængelsen åbner sig mod skibet ved en spidsbue, i vestfaget ses anlæg til hvælv, som dog næppe er blevet fuldført. Altertavlen er et trefløjet maleri af Sven Havsteen-Mikkelsen fra 1965. Den tidligere altertavle hænger nu på nordvæggen, den er udført af Elisabeth Jerichau Baumann omkring 1860.
Prædikestolen er fra omkring 1600, i 1965 blev prædikestol og stoleværk nystafferet i kraftige farver af Mogens Jørgensen. I syddørens niche er indsat en gravsten med anevåben over Jesper Thordsen til Hørbylund (død 1526) og hans hustru Mette Matzdatter (død 1566).
Den romanske døbefont af granit har glat kumme og terningkapitælformet fod med en kraftig vulst
Under kirken findes et gravkammer, hvor blandt andet folk fra slægten Juel blev begravet.

## Galleri
- Kirkerummet i Hørby Kirke
- Hørby Kirke i 2009

## Eksterne kilder og henvisninger
- Wikimedia Commons har flere filer relateret til Hørby Kirke (Frederikshavn Kommune)
- Hørby Kirke Arkiveret 31. januar 2011 hos  Wayback Machine hos nordenskirker.dk
- Hørby Kirke hos KortTilKirken.dk